# 宮崎隆一
宮崎 隆一（宮﨑 隆一、みやざき りゅういち、1984年7月30日 - ）は、日本のパーソナルトレーナー、元キックボクサー、元舞台俳優。株式会社リーブル代表。SUNZENT株式会社代表。マッスル宮崎（まっするみやざき）の名義で動画配信者、ネットタレントとしても活動している。

## 経歴・人物
攻玉社中学校・高等学校卒業後、後述のプロキックボクサーの期間を経たこともあり、二浪の末に神奈川大学に入学。
神奈川大学在籍中はボディビル部と演劇研究会に所属。演劇は大学入学から始めたものの、筋骨隆々な体格を買われ演出家・億土点の主宰する「Power Doll Engine」に所属する。静岡県・富山県の演劇祭を中心に2004年から2008年まで同劇団の舞台の多くに出演する。大学卒業後も「黒蜥蜴」（2008年公演版）に出演するなど舞台俳優として活動。劇団「楽劇座」で活動したのち、2011年に自身が主宰する劇団「自由座」を立ち上げる。同劇団での公演は自身が出演と演出の両方を務めた。劇団として舞台だけでなく、定期的に演技ワークショップを開いたり、後述のトレーナー経験をいかして俳優・女優のための身体作りワークショップなども開いた。映画制作も予定していたが頓挫し、2012年内に劇団「自由座」は自然消滅状態であり、以降、舞台俳優としての活動は2013年5月にワークショップを開いたあとは見られない。俳優としては体格を生かした役を多く演じたという。
一方で、ボディビル部でも恵まれた実績を残し（下記「#スポーツ歴」参照）、大学卒業後もOBとして同ボディビル部のトレーナーを2009年から2014年まで務めた。また、部外でもトレーナーとして活動し、スポーツクラブNASのアルバイトを経てから独立、2011年3月からコナミスポーツと業務提携し、東京都・神奈川県向けのフリーの出張パーソナルトレーナーとしても活動。ダイエットやボディメイクを専門に請け負う。また、出張トレーナー業の傍ら、2008年夏から専門学校や美術大学のアートモデルを請け負ったり、2011年10月末からオイルマッサージサロン「nap from hand」のスタッフも務めたりなどもしていた。
2012年から個人事業主（屋号：Physical Innovation）として活動していたが、2013年4月に法人化、自身も含めパーソナルトレーナーを派遣する「株式会社リーブル」を起業する。派遣先は東京都内で神奈川県や埼玉県は要相談。出張トレーナー業だけでなく、リーブルが所有するプライベートジム「MIYAZAKI GYM」も2014年12月から開設しており、そのジムでのトレーニング指導、また、ジムのレンタルサービスも2016年4月から請け負っている。2019年5月には女性客向けにヨガやピラティス等向けの「STUDIO La-Miya」を開設。2022年現在、MIYAZAKI GYMは渋谷、新宿、武蔵小杉、池袋、五反田、自由が丘、西荻窪、白金高輪、大塚、大井町、勝どき、目白の12店舗を構える。2018年3月からは後進のパーソナルトレーナー育成のために「東京トレーナースクール」も開講。代表の宮崎自身が講師となり、トレーニングの実技のみならず集客のノウハウも指導する。2021年から9月からレンタルジムのシェアリングサービス「ジムカリ」を開始。
2015年4月1日に一般女性との結婚を報告。エイプリルフールの嘘と思わせるためにあえて結婚をこの日に選んだ。しかし、2018年2月8日、2017年の春に離婚していたことを発表した。
2019年11月20日に重大発表と題し、自身のYouTubeチャンネル内にて配信会社「SUNZENT株式会社」とスタジオSUNZENTの立ち上げを報告する。

### マッスル宮崎として
マッスル宮崎という名前で、2010年4月からニコニコ生放送をメインに動画配信活動も行っている。マッスル宮崎という名前はボディビルダー・マッスル北村と自身の苗字を組み合わせたもの。配信内容はゲーム実況や雑談配信の他、自身の体格を生かして筋トレの配信も行っている。
他の配信者にはない筋骨隆々な姿から需要もあり、2011年7月13日の「ニコニコ厨会議」に出演以降、ニコニコ動画のゲーム実況関係の公式生放送や公式イベントに多く出演している。好きなゲームに『ドラゴンクエスト』シリーズ、『風来のシレン』シリーズを挙げており、2012年開催の「ニコニコゲームマスター with 風来のシレンRTA」では解説を務めた。
2016年8月からは『オルタナティブガールズ』公認生放送の『オルコミ』にレギュラー出演していた。2017年2月には『オルタナティブガールズ』とのコラボとして、マッスル宮崎を元にしたオリジナルイラストが投稿された（ゲーム内には登場しない）。2018年5月8日の第44回配信にて欠席し、番組を降板する旨を報告するVTRが流された。同月21日には『オルコミ』の番組自体も同月29日の第45回配信をもって終了するアナウンスがなされた。
2019年5月よりウェブテレビ局「AGARUTV」にて、冠番組である『マッスルインターン』に出演中。
前述の劇団主宰、舞台演出家活動経験から、映像制作にも意欲を見せており、ニコニコ動画にてバラエティ系動画も投稿していた。トレーナー派遣業やジム運営をメインの事業としている株式会社リーブルも、設立当初はインターネット系映像コンテンツ制作会社という側面もあり、現在も定款に映像制作業が含まれている。

### スポーツ歴
幼稚園から小学4年生まで神奈川県アイスホッケー連盟のジュニアアイスホッケーチーム・横浜アイリンズに所属。中学から高校までは剣道部に所属し、中学時代は中学校剣道選手権ブロック予選優勝、東京都大会ベスト8に、高校時代は東京都高校剣道選手権ベスト8に輝く。段位は二段。
高校在学時に目黒藤本ジムに所属し、17歳でヘビー級プロキックボクシングライセンスを取得。2002年5月26日、東京・後楽園ホールの試合でプロデビュー。しかし、キックボクサーとしては目が出ず、2試合に出場したのみで未勝利。現在はライセンスを失効している。
大学時代はボディビル部に所属。2006年に全日本学生ボディビル選手権大会で6位に入賞する。2006年に関東学生ボディビルディング選手権大会に出場したときの映像がYouTubeに公開されている。ボディビル部所属時代にパワーリフティングも経験している。
2010年に横浜青葉テコンドークラブに所属し、テコンドーを経験。都大会（三部）や関東大会（二部）で優勝を果たす。青帯を所持。
この他に、SMDさかいバレエスタジオや北美代子バレエ研究所でクラシックバレエ、花柳辰二之舞踊教室や西川鯉好日本舞踊教室で日本舞踊、町田居合道研究会で居合道、大和ホースパークで乗馬、高瀬道場で殺陣を経験。居合道は初段、乗馬は3級の資格を持つ。また、テニスコンディショニングスペシャリストの資格も取得している。

## 戦績
| キックボクシング 戦績 | キックボクシング 戦績 | キックボクシング 戦績 | キックボクシング 戦績 | キックボクシング 戦績 | キックボクシング 戦績 | キックボクシング 戦績 |
| --------------------- | --------------------- | --------------------- | --------------------- | --------------------- | --------------------- | --------------------- |
| 2 試合                | (T)KO                 | 判定                  | その他                | 引き分け              | 無効試合              |                       |
| 0 勝                  | 0                     | 0                     | 0                     | 1                     | 0                     |                       |
| 1 敗                  | 0                     | 1                     | 0                     | 1                     | 0                     |                       |

| 勝敗 | 対戦相手   | 試合結果       | 大会名                                                | 開催年月日    |
| △    | 田久保克己 | 3R終了 判定0-0 | 新日本キックボクシング協会「LOCK ON! 〜奪還〜」       | 2002年5月26日 |
| ×    | 國中厚二   | 3R終了 判定0-3 | 新日本キックボクシング協会「ADVANCE ATTACK 〜進撃〜」 | 2002年9月22日 |

## 出演
テレビ番組・舞台以外はすべて「マッスル宮崎」での出演。

### テレビ番組
- しまじろうのわお!（2017年2月、テレビ東京）- ダンスのコーナー「まわれ たいようけい」ダンサー（木星）

### インターネット番組

#### レギュラー
- オルコミ[注 1]（2016年8月11日 - 2018年5月8日、ニコニコ生放送[注 2]・YouTube Live・FRESH!）- 番組公式パートナー
  - オルコミ☆ワンモアセッ!!（2017年6月6日 - 11月23日、ニコニコ生放送[注 3]）
- ふとんの「まだまだ寝かせnight」（2016年8月11日 - 12月22日、ニコニコ生放送[注 4]）
- マッスルインターン（2019年5月4日 - 、AGARUTV）[28]

#### 準レギュラー
- 【急募】Zeppに立つだけの簡単なお仕事です（2013年7月27日 - 2014年3月15日、ニコニコ生放送[注 5]）
- おかあさんにないしょ / もっと!おかあさんにないしょ（2016年3月10日 - 7月12日、ニコニコ生放送[注 6]） - 性徒のみんな

#### 特別番組
- ニコニコゲームマスター with 風来のシレンRTA（2012年11月3日・18日、ニコニコ生放送）- 解説
- 実況者、恐怖の夜（2016年7月27日、8月24日、2017年8月5日、ニコニコ生放送[注 4]）- 仕掛け人・脅かし役

### 主な舞台
- 縛られたプロメーテウス（2005年5月 - 6月（Shizuoka春の芸術祭2005）、静岡芸術劇場）- ビアー 役
- サマーデイズ（2007年8月8日 - 12日、東京芸術劇場 小ホール1）[39]
- 呉将軍の足の爪（2007年12月22日・23日、新国立劇場 小劇場）
- 黒蜥蜴（2008年4月18日 - 6月1日、ル・テアトル銀座）
- ゼツアンの善人（2010年4月10日・11日、新宿文化センター 小ホール）
- Oh!Sister!!!（2011年6月24日 - 6月26日、シアターシャイン）[40]
- 動物園物語（2011年10月14日 - 16日、新宿サニーサイドシアター） - ピーター 役 ※演出も担当[41]
- ちっちゃなエイヨルフ（2012年5月18日 - 20日、新宿サニーサイドシアター） ※演出も担当[42]

### ゲーム
- いい大人達が本気でゲームをツクってみた ホラーゲーム編（2016年、RPGアツマール） ※本人を元にしたキャラクターが登場

### イベント
- ニコニコ超会議（2012年4月29日、幕張メッセ、主催：ニコニコ動画）
  - 超ミドリンピック「ガチンコボクシング対決」第2戦[43]
- ニコニコ超会議2（2013年4月28日、幕張メッセ、主催：ニコニコ超会議2実行委員会）
  - 超ゲームエリア ゲーム実況ステージ「みんなでゲーム実況ニコニコゲームマスタープレゼンツ『みんなで風来のシレン4&4plus』」[44]
- ニコニコ町会議全国ツアー2013 in 長崎県諫早市小長井町・こながいまつり（2013年8月25日、小長井文化ホール、主催：niconico）[45][46]
- duoに行くだけの簡単な日曜日です（仮）（2013年11月3日、duo MUSIC EXCHANGE、主催：Zeppお仕事実行委員会）[47]
- 【急募】Zeppに立つだけの簡単なお仕事です【無料】（2014年3月2日、Zeppダイバーシティ東京、主催：Zeppお仕事実行委員会）[48]
- ニコニコ超会議3（2014年4月26日・27日、幕張メッセ、主催：ニコニコ超会議実行委員会）
  - 超ユーザー生放送ブース「生主腕相撲グランプリ」[49]
  - 超ゲームエリア 超ファイヤーステージ「超スマホゲーム実況」[50]
  - PlayStationブース「PlayStation®“やってみた”“やってみよう”“やってやる”Lab.」『フリーダムウォーズ』stage[51]
- ゲーム実況わくわくフェスティバル ver.0【※デバッグ大会】（2014年11月1日、ディファ有明、主催：wkwk Project 実行委員会）[52]
- 闘会議2015（2015年1月31日、幕張メッセ、主催：niconico）
  - ゲーム実況ストリート「不思議のダンジョン2風来のシレン」[53]
- ニコニコ超会議2015（2015年4月25日・26日、幕張メッセ、主催：ニコニコ超会議実行委員会）[54]
  - スパイク・チュンソフト実況ブース「『不思議のダンジョン 風来のシレン5 plus フォーチュンタワーと運命のダイス』ゲーム実況」
  - スパイク・チュンソフト実況ブース「『ホットライン マイアミ Collected Edition』実況」
- ゲーム実況わくわくフェスティバル ver.1（2015年6月20日、ビッグサイトTFTホール、主催：wkwk Project 実行委員会）[55]
- ゲーム実況わくわくフェスティバル ver.2（2015年12月26日、STUDIO COAST、主催：wkwk Project 実行委員会）[56]
- 闘会議2016（2016年1月31日、幕張メッセ、主催：niconico）
  - ゲーム実況ストリート「F1™2015タイムアタック」[57]
- ゲーム実況わくわくフェスティバル ver.3（2016年8月6日・7日、STUDIO COAST、主催：wkwk Project 実行委員会）[58]
- 東京ゲームショウ2016（ファミ通ブース）（2016年9月17日、幕張メッセ、主催：コンピュータエンターテインメント協会）[59]
- 闘会議2017（2017年2月11日・12日、幕張メッセ、主催：niconico）
  - ゲーム実況者エリア ゲーム実況ストリート2nd「とみえの部屋」[60]
  - 闘会議TVステージ「オルガルコミット@天国'sApp in 闘会議2017」[61]
- AnimeJapan 2017（オルタナティブガールズブース）（2017年3月25日、東京ビッグサイト、主催：アニメジャパン）[62]
- ゲーム実況わくわくフェスティバル ver.4（2017年6月4日、なんばHatch、主催：わくわくプロジェクト）[63]
- オルタナティブガールズ 1周年記念ファン感謝祭（2017年7月30日、nicofarre、主催：サイバーエージェント）[64][65]
- 闘会議2018（2018年2月10日・11日、幕張メッセ、主催：niconico・Gzブレイン・JeSU）
  - ゲーム実況者エリア ゲーム実況天国ブース「実況者、恐怖の夜ステージ」
  - ゲーム実況者エリア ゲーム実況天国ブース「プロジェクトYYステージ」
- ニコニコ超会議2018（2018年4月28日、幕張メッセ、主催：ニコニコ超会議 実行委員会）
  - 超ホラーハウス 「殺戮の天使」[66]
- 東京ゲームショウ2018（KONAMIブース 「LA-MULANA2」ステージ）（2018年9月21日、幕張メッセ、主催：コンピュータエンターテインメント協会）[67]
- ニコニコ超会議2019（2019年4月28日、幕張メッセ、主催：ニコニコ超会議実行委員会）
  - 超ホラーハウス 「殺戮の天使」[68]

### 映像商品
- マッスル宮崎のパーソナルトレーニング☆初級編（2012年7月、Men's Rush）[69] ※配信限定[注 10]

### PV
- 挫折P（でか大）feat.初音ミク「百歌繚乱」[70]

## 作品
すべて「マッスル宮崎」名義。自身も出演している。

### 映像制作
- 速水ほもこみちの 『HOMO'Sキッチン』（2012年12月7日 - 2013年12月31日、全18回、ニコニコ動画にて投稿）[2][71]
- しゃけとりくまごろうの3か月で10キロ痩せてみた！（2013年2月24日 - 5月28日、全6回、ニコニコ動画にて投稿）[72]

### その他
- 「わくわく体操第一」「わくわく体操第二」 - 振付担当[73]

## 大会入賞歴
- 2006年 第41回 全日本学生ボディビル選手権大会 6位[74]
- 2006年 第47回 関東学生ボディビルディング選手権大会 4位[33]
- 2006年 第82回 関東学生パワーリフティング選手権大会 100キロ級 4位[33]
- 2010年 第13回 東京都テコンドー選手権大会 三部無差別級 優勝[75]
- 2010年 第13回 関東テコンドー選手権大会 二部無差別級 優勝[76]